# Brasão de Jaraguá do Sul
O brasão de  Jaraguá do Sul foi instituído pela lei municipal de Jaraguá do Sul nº 203 de 1968.
É descrito por:
- A coroa mural de cinco torres, que representam a grandeza da cidade.
- A cruz que divide o escudo lembra a fé cristã.
- O 1° quarto, que lembra o vale fértil cercado por morros e cortados por rios e a estrela representa a sede do município.
- O 2° quarto, que o colono com a enxada no ombro lembra o trabalho e a riqueza agrícola.
- O 3° quarto, que representa o parque industrial do município.
- O 4° quarto, que homenageia os colonizadores: o leão, extraído do brasão da Bélgica, reverencia o fundador de Jaraguá do Sul, que lá nasceu; e a águia, extraída das armas da Prússia, lembra os colonizadores europeus que se instalaram no município.

A lei não especifica a tonalidade das cores. No entanto, constam  as seguintes corres para o brasão no manual de identidade visual do município (2010):
| Cor | CMYK            | RGB         | Hexadecimal | Nome da descrição do brasão |
| --- | --------------- | ----------- | ----------- | --------------------------- |
|     | 0/0/100/0       | 255/245/0   | FFF212      | amarelo                     |
|     | 0/20/100/0      | 248/195/0   | FFCC29      | ouro                        |
|     | 100/0/0/0       | 0/245/221   | 00AFEF      |                             |
|     | 20/0/20/0       | 182/221/199 | CCE7D4      |                             |
|     | 100/0/100/40    | 0/97/47     | 007744      | verde azulado               |
|     | 100/0/100/0     | 0/146/63    | 00A859      | verde claro                 |
|     | 20/60/80/30     | 135/88/57   | 9B6343      |                             |
|     | 0/0/0/30        | 170/169/169 | BDBFC1      | prata                       |
|     |                 | 255/255/255 | FFFFFF      |                             |
|     | 100/100/100/100 | 10/11/12    | 201E1E      | preto                       |
|     | 0/100/100/0     | 218/37/29   | ED3237      | goles                       |

O brasão de Jaraguá do Sul faz uso de uma gama de cores maior do que as estabelecidas pela heráldica tradicional, como a distinção entre o amarelo e ouro (que sempre representam o mesmo esmalte), o cinza como prata ao invés do branco, e o marrom (inexistente na heráldica).